# Lista de governadores das Marianas Setentrionais
A seguir segue a lista dos governadores das Marianas Setentrionais
| Nome                        | Período de governo                               | Partido      | Vida      |
| --------------------------- | ------------------------------------------------ | ------------ | --------- |
| Carlos S. Camacho           | 9 de janeiro de 1978 — 11 de janeiro de 1982     | Democrata    | 1937      |
| Pedro Tenorio               | 11 de janeiro de 1982 — 8 de janeiro de 1990     | Republicano  | 1934-2018 |
| Lorenzo I. De Leon Guerrero | 8 de janeiro de 1990 — 10 de janeiro de 1994     | Republicano  | 1935-2006 |
| Froilan Tenorio             | 10 de janeiro de 1994 — 12 de janeiro de 1998    | Democrata    | 1939-2020 |
| Pedro Tenorio               | 12 de janeiro de 1998 — 14 de janeiro de 2002    | Republicano  | 1934-2018 |
| Juan Babauta                | 14 de janeiro de 2002 — 9 de janeiro de 2006     | Republicano  | 1953      |
| Benigno Fitial              | 9 de janeiro de 2006 — 20 de fevereiro de 2013   | Republicano  | 1945      |
| Eloy Inos                   | 20 de fevereiro de 2013 — 28 de dezembro de 2015 | Republicano  | 1949-2015 |
| Ralph Torres                | 28 de dezembro de 2015 — 9 de janeiro de 2023    | Republicano  | 1979      |
| Arnold Palacios             | 9 de janeiro de 2023 — 24 de julho de 2025       | Independente | 1955      |

## Observações
- Fitial renunciou após um processo de impeachment pela Câmara dos Representantes e antes da provável condenação em processo de impeachment pelo Senado.[2][3]

- Existe um partido nas Marianas Setentrionais chamado de Partido Covenant os governadores Benigno Fitial e Eloy Inos começaram os seus governos pertencendo a esse partido mas acabaram como membros do Partido Republicano.[4]
- Como vice-governador, Inos se tornou governador após a renuncia de Benigno Fitial.[2][3]
- Inos faleceu em 28 de dezembro de 2015, enquanto estava no cargo.[5][6]
- Como vice-governador, Torres se tornou o governador após a morte de Eloy Inos.[5][6]
- Arnold Palacios faleceu em 23 de julho de 2025, ainda no cargo. Seu vice-governador dave apatang assumiu o cargo.[7][8][9]